# Blackwater (computerspel)
Blackwater is een first-person shooter ontwikkeld door Zombie Studios en uitgegeven in Europa op 4 november 2011 door 505 Games. Tijdens dit spel bestuurt de speler een Blackwater Worldwide contractnemer. Het spel is de allereerste shooter die gebruikmaakt van Kinectfuncties.

## Gameplay
Het spel speelt zich af in een fictieve stad in Noord-Afrika. De speler bestuurd een team van speciale eenheden die de opdracht hebben om hulpverleners en hoogwaardigheidsbekleders te beschermen van het bandietenleger van de oorlogsmisdadiger Generaal Limbano.
De speler volgt een lineair pad, waarbij vijanden doodgeschoten kunnen worden door met hand naar de vijand te wijzen. Zonder Kinect kan de speler traditionele knoppenschema´s gebruiken. Om te schuilen voor vijandelijk vuur, moet de speler bukken en naar links of rechts leunen. Kinect wordt verder gebruikt om te klimmen, trappen en springen.
De personages bestaan uit Devin, Baird, Smash en Eddie. Devin en Baird gebruiken aanvalsgeweren, Smash gebruikt een hagelgeweer en Eddie een scherpschuttersgeweer.